# 長燈裸蜥魚
长灯裸蜥鱼是魣蜥鱼科裸蜥鱼属一种，分布于印度洋和太平洋西部海域。模式标本采集自澳大利亚西澳大利亚州黑德兰港西北部海域。